# Busto de Isabel II (Oviedo)

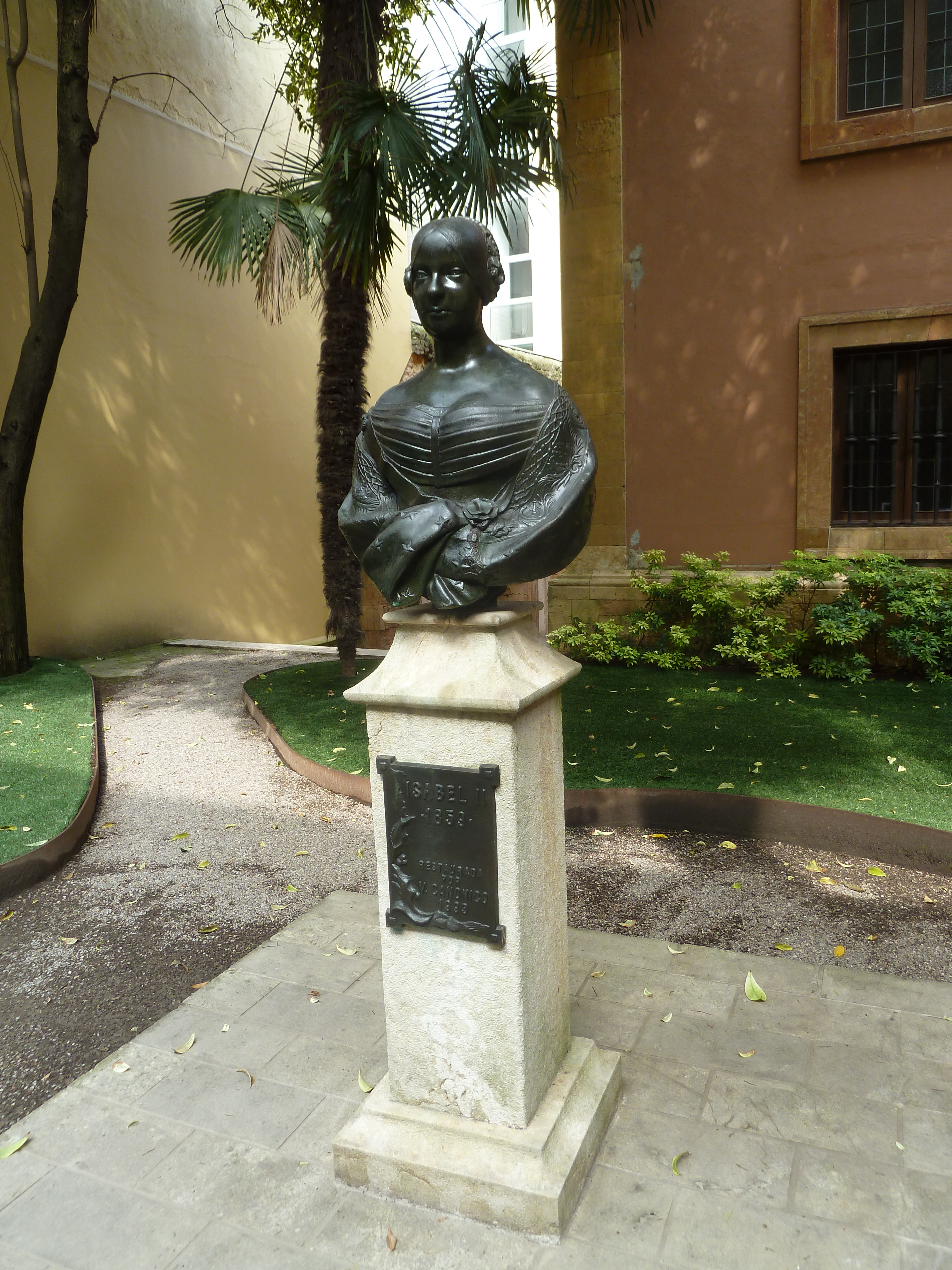
Busto de Isabel II.

El busto de Isabel II, ubicado en la calle Ramón y Cajal, en la ciudad de Oviedo, Principado de Asturias, España, es una de las más de un centenar que adornan las calles de la mencionada ciudad española.
El paisaje urbano de Oviedo se ve adornado por  obras escultóricas, generalmente monumentos conmemorativos dedicados a personajes de especial relevancia en un primer momento, como ocurre con este  busto de Isabel II de España , y más puramente artísticas desde finales del siglo XX.
La escultura, hecha en bronce, es obra de Francisco Pérez del Valle, y está datada en 1846. El busto fue fundido en el Taller de Fundición de la Fábrica de Armas de Trubia, siendo la primera obra de este tipo que se realizaba en la mencionada fundición. Más tarde, en 1859, para conmemorar la visita real a la ciudad de Oviedo, se realizó una copia en hierro que fue ubicada en el patio central de la Universidad de Oviedo.  Esta obra tuvo que ser restaurada, trabajo realizado por Vicente Vázquez Canónico,  y en la actualidad puede contemplarse todavía en el patio interior del caserón universitario.